# ویتوس برینگ
ویتوس یوناسن برینگ (به دانمارکی: Vitus Jonassen Bering) (تعمید داده شده در ۵ اوت ۱۶۸۱ در هورسنس، دانمارک – ۸ دسامبر ۱۷۴۱ در جزیره برینگ، روسیه) که با نام ایوان ایوانویچ برینگ نیز شناخته می‌شود یک کاشف و افسر در نیروی دریایی روسیه بود که به خاطر اکتشاف در شرق روسیه و شمال غرب آمریکا شناخته شده‌است. تنگه برینگ، دریای برینگ، و جزیره برینگ به افتخار وی نامگذاری شده‌اند.
ویتوس برینگ کاشف دانمارکی بود که تنگه برینگ روسیه را کشف کرد. برینگ در هورسنس در یوتلاند (ژوتلند) به دنیا آمد، اما وارد خدمت نیروی دریایی هلند شد. هنگامی که پتر کبیر نیروی دریایی روسیه را در سال ۱۷۰۴ تأسیس کرد، برینگ به روسیه رفت، در دریای سیاه و دریای آزوف دریانوردی کرد و سهم ارزشمندی در نبرد علیه سوئد در دریای بالتیک در طول جنگ بزرگ شمالی داشت. 

## نخستین سفر کامچاتکا

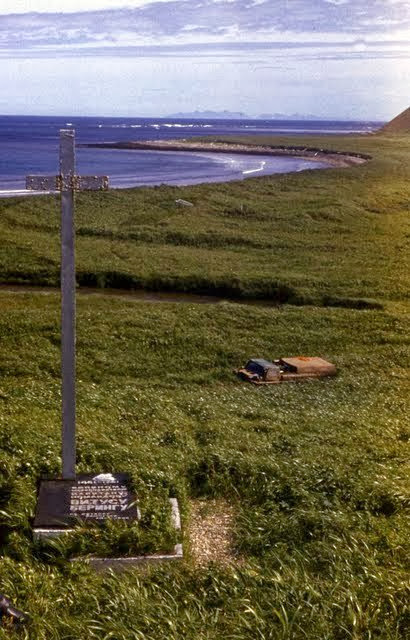
گور ویتوس برینگ در جزیره برینگ.

در ژانویه ۱۷۲۵، برینگ توسط پتر کبیر مأمور شد تا یک سفر اکتشافی به خاوردور سیبری را رهبری کند. او قرار بود ساخت یک یا دو کشتی در کامچاتکا را مدیریت کند و از آن‌ها برای حرکت به سمت شمال به سمت جایی که شایعه شده بود آسیا و آمریکا به یکدیگر مرتبط هستند، استفاده کند. پتر دو روز بعد درگذشت، اما دستورهای داده‌شده به برینگ توسط تزارینا کاترین اول، همسر پتر، که جانشین او شد، تأیید شد. در ۲۴ ژانویه، برینگ سن پترزبورگ را ترک کرد. از دیگر اعضای مهم این سفر اکتشافی مارتین اسپانبرگ و الکسی چیریکوف بودند. با این حال تا بهار ۱۷۲۸ طول کشید تا عبور از سیبری، دریای اختسک و کامچاتکا به نیژنکامچاتسک تکمیل شود. در ژوئیه و اوت همان سال برینگ از کامچاتکا به سمت شمال حرکت کرد و در نهایت به ۶۷ درجه و ۱۸ دقیقه شمالی رسید. اگرچه او از تنگه برینگ گذشت، اما آلاسکا را در این سفر ندید. او ثابت کرد که آسیا و آمریکا از طریق زمین به هم متصل نیستند. در مارس ۱۷۳۰ او به سن پترزبورگ بازگشت. 

## دومین سفر کامچاتکا
در سال ۱۷۳۳، برینگ مسئول یک سفر اکتشافی جدید به نام «سفر اکتشافی بزرگ شمالی» شد. چیریکوف و اسپانبرگ نیز دوباره فعال بودند. این طرح‌ها در نهایت به یک سفر اکتشافی بزرگ با اجزای مختلف تبدیل شدند. به عنوان بخشی از این سفر، طبیعت‌گرایان از طریق سیبری سفر کردند، کل سواحل شمالی سیبری را کاوش کردند و کشتی‌هایی را به ژاپن اعزام کردند. در سال ۱۷۴۱ این سفر سرانجام به اوج رسید. دو کشتی آن‌ها به نام‌های پتر مقدس، تحت رهبری برینگ و پل مقدس، زیر نظر چیریکوف، به سمت جنوب شرقی، سپس به سمت شمال شرقی از کامچاتکا در جستجوی سرزمین‌های (غیر موجود) در شمال اقیانوس آرام و قاره آمریکا حرکت کردند. در راه، دو کشتی در طوفان رؤیت یکدیگر را از دست دادند. برینگ به خلیج آلاسکا رسید و کوه‌های سنت الیاس را دید. او در جزیره کایاک فرود آمد و از کنار شبه جزیره کنای و جزیره کودیاک عبور کرد. تا حدی از جزایر آلیوتی نیز بازدید کرد تا این‌که کشتی به کامچاتکا بازگشت و در نهایت در جزیره برینگ (جزیره آواچا) فرود آمد. برینگ در اینجا بر اثر بیماری اسکوربوت درگذشت. در اوت ۱۹۹۱، قبر برینگ و پنج دریانورد دیگر کشف شد. اجساد آن‌ها به مسکو منتقل شدند و در آنجا توسط پزشکان قانونی معاینه شدند. در سال ۱۹۹۲، برینگ و سایر دریانوردان همراه دوباره در جزیره برینگ دفن شدند.